# Merluccius hernandezi
Merluccius hernandezi is een  straalvinnige vissensoort uit de familie van heken (Merlucciidae). De wetenschappelijke naam van de soort is voor het eerst geldig gepubliceerd in 1985 door Mathews.
De soort staat op de Rode Lijst van de IUCN als Onzeker, beoordelingsjaar 2009.